# Tipula pribilovia
Tipula pribilovia är en tvåvingeart som beskrevs av Alexander 1921. Tipula pribilovia ingår i släktet Tipula och familjen storharkrankar. Inga underarter finns listade i Catalogue of Life.